# Чимни-Рок (Небраска)
Чимни-Рок (англ. Chimney Rock) — скалистое формирование в штате Небраска.
Скала Чимни находится на территории округа Моррилл в центре Небраскинского выступа. Высота над уровнем моря — 1288 м. Чимни-Рок представляет собой холм высотой 150 м, возвышающийся над долиной реки Норт-Платт, в центре которого находится скалистое образование, напоминающее дымовую трубу, отсюда и название.
При покорении Запада скала служила хорошим ориентиром при прохождении Калифорнийской, Орегонской и Мормонской троп.
9 августа 1956 года Чимни-Рок был объявлен национальным историческим памятником. 15 октября 1966 года Чимни-Рок и окружающая территория площадью 34 га добавлены в Национальный реестр исторических мест.

## Галерея

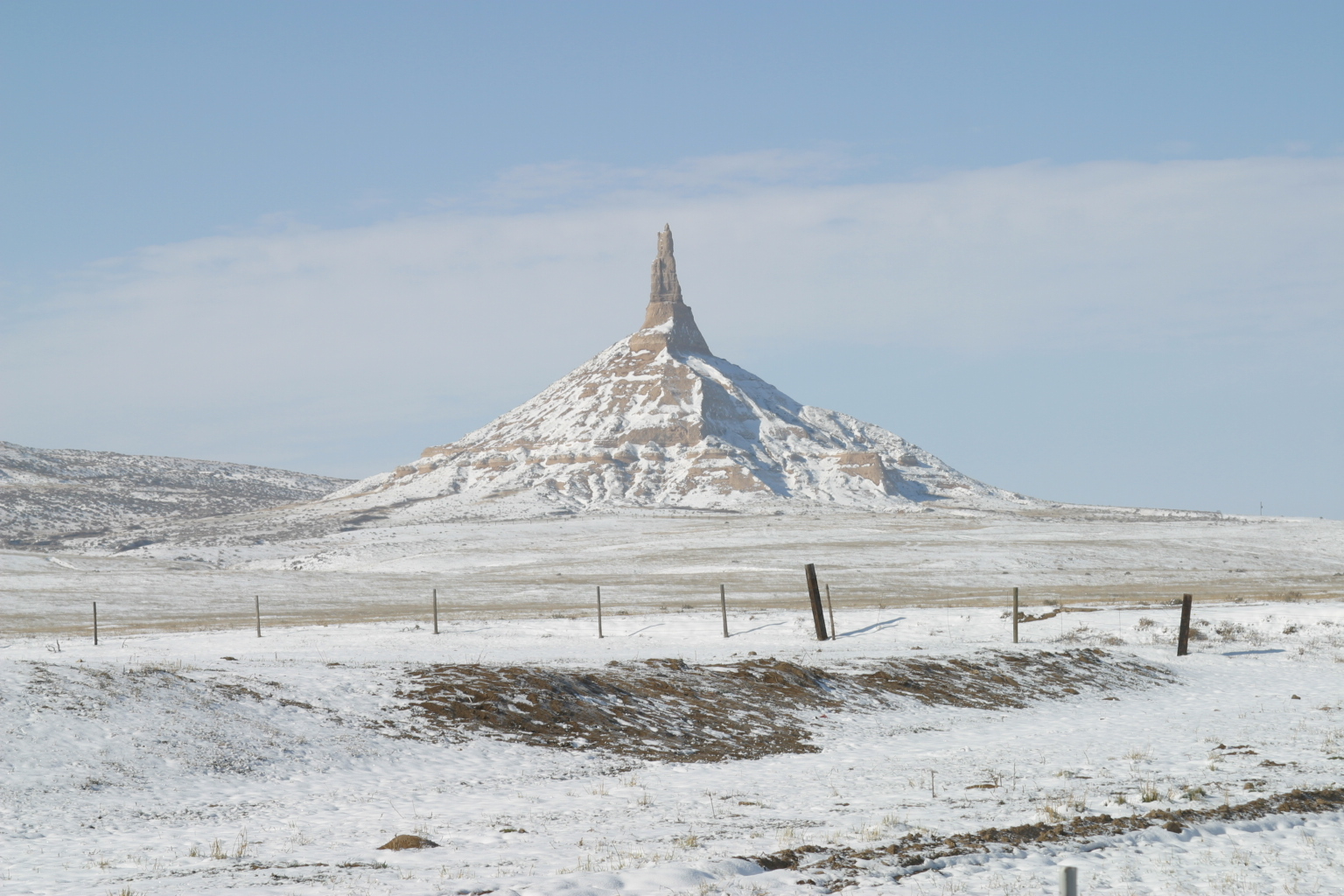
Чимни-Рок зимой
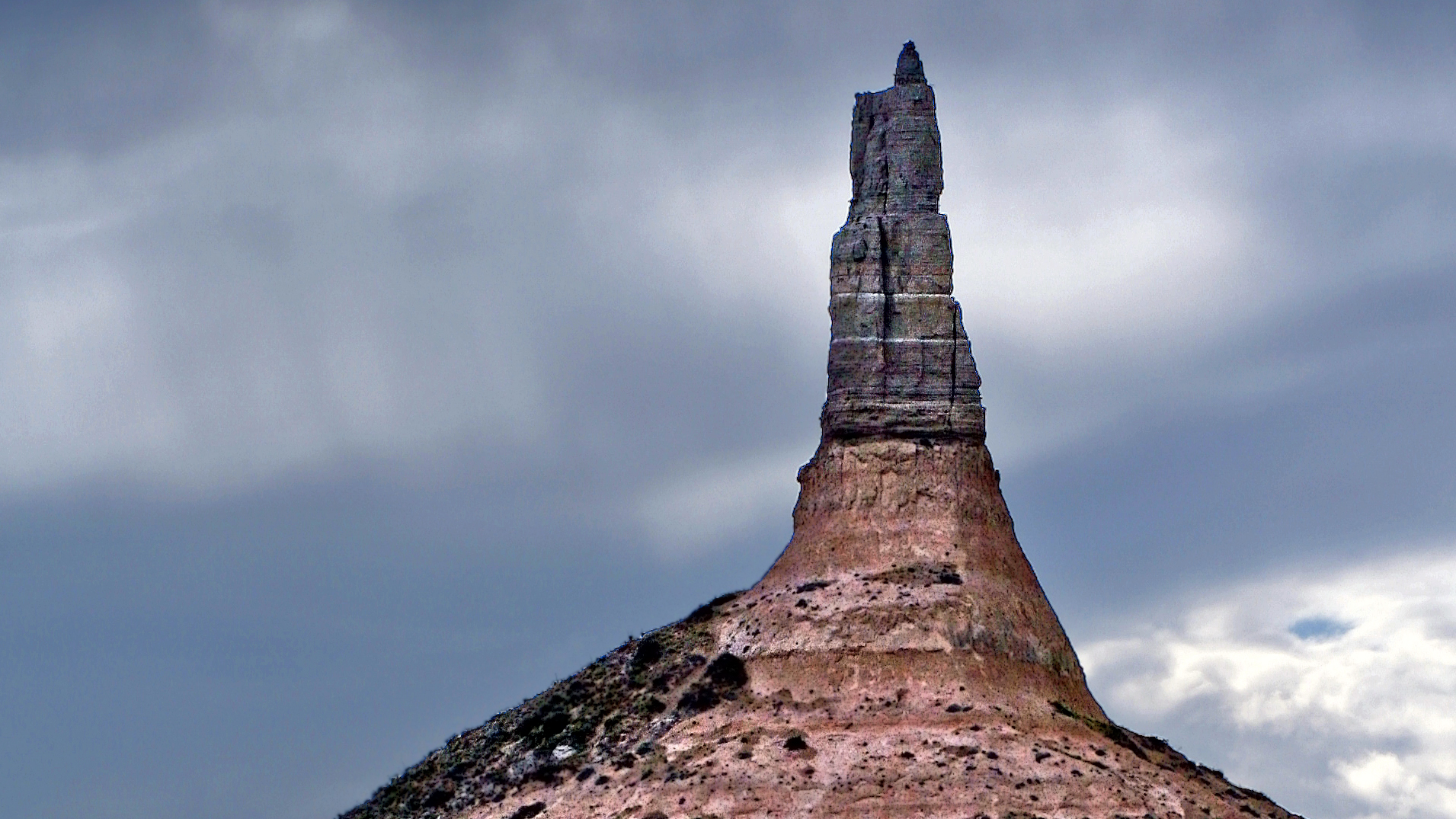
Вершина Чимни-Рок
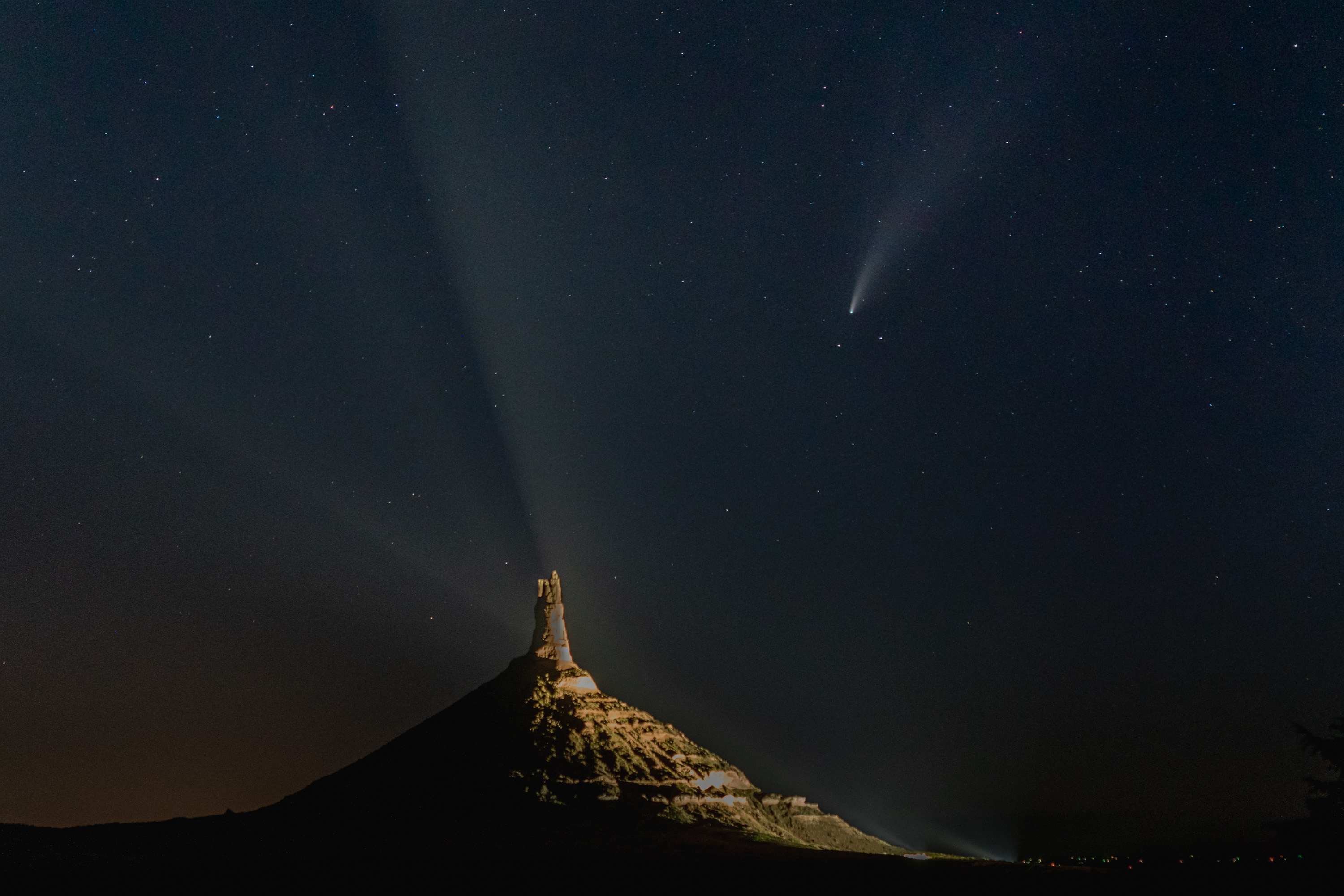
Ночной вид
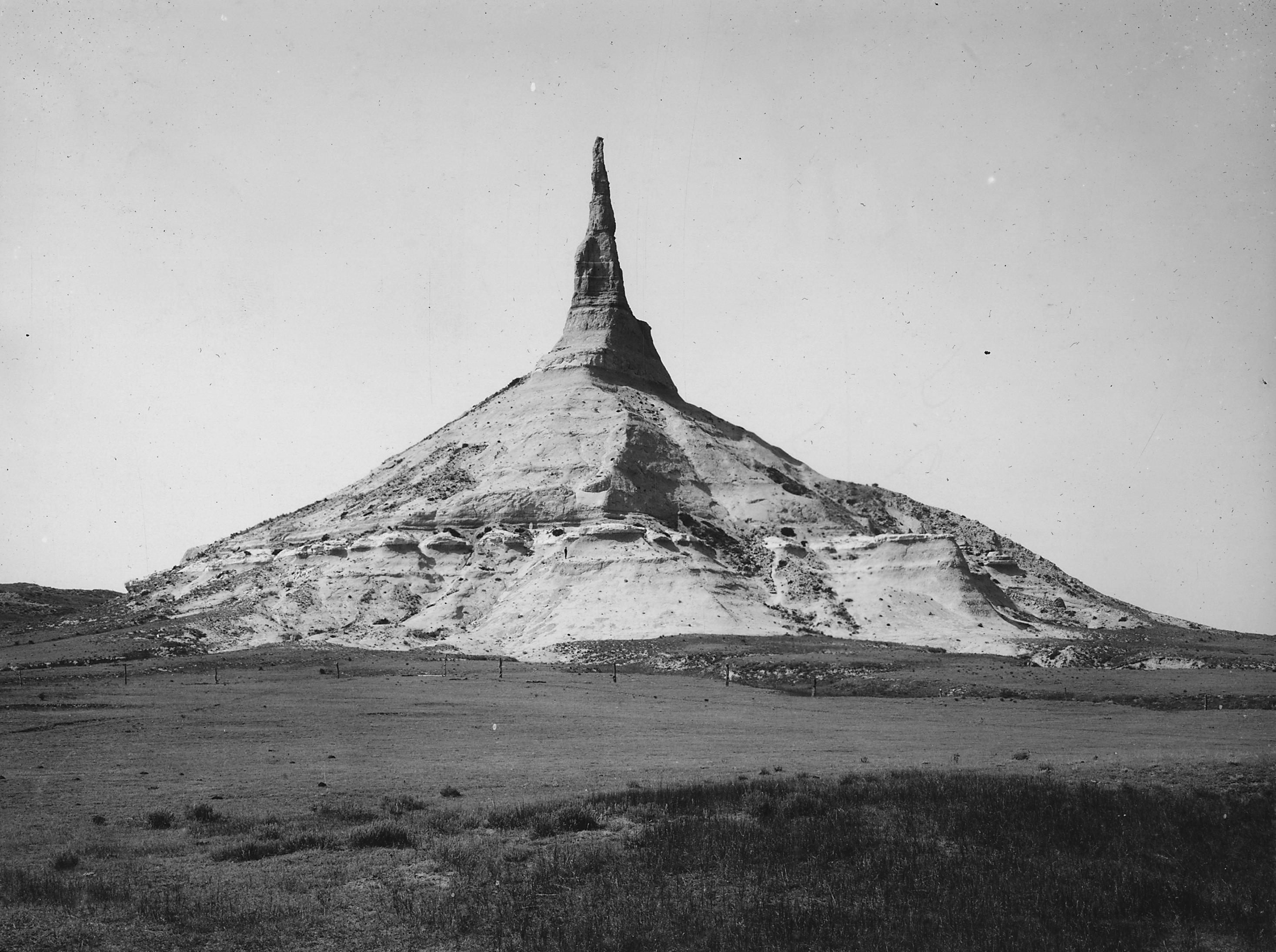
Скала в 1904 году